# Tyrannochthonius swiftae
Tyrannochthonius swiftae är en spindeldjursart som beskrevs av William B. Muchmore 1993. Tyrannochthonius swiftae ingår i släktet Tyrannochthonius och familjen käkklokrypare. Inga underarter finns listade i Catalogue of Life.